# Sigebert II
Sigebert II (601 - 613) was koning van Bourgondië en van Austrasië in 613. Hij was een bastaardzoon van Theuderik II en volgde zijn vader op in 613 als 12-jarige.
Zijn overgrootmoeder, de vrouw van Sigebert I, Brunhilde probeerde de voogdij op te eisen. Ze trad echter nogal autoritair op tegen de Austrasische adel. Dit zette kwaad bloed en daarom besloten twee belangrijke hofmeiers, de bisschop Arnulf van Metz en Pepijn van Landen hun steun toe te zeggen aan Chlotharius II, die daarop Sigebert en zijn voogdes de oorlog verklaarde. Chlotharius versloeg Sigeberts leger aan de Aisne en liet Sigebert onthoofden. Brunhilde werd aan vreselijke folteringen onderworpen, waarna ze achter een wild paard werd gebonden en vervolgens in stukken werd getrokken.

## Voorouders
| Voorouders van Sigebert II | Voorouders van Sigebert II                 | Voorouders van Sigebert II                 | Voorouders van Sigebert II             | Voorouders van Sigebert II             | Voorouders van Sigebert II     | Voorouders van Sigebert II     | Voorouders van Sigebert II     | Voorouders van Sigebert II     |
| -------------------------- | ------------------------------------------ | ------------------------------------------ | -------------------------------------- | -------------------------------------- | ------------------------------ | ------------------------------ | ------------------------------ | ------------------------------ |
| Overgrootouders            | Sigebert I (535-575) ∞ Brunhilde (534-613) | Sigebert I (535-575) ∞ Brunhilde (534-613) | ?(–) ∞ ? (-)                           | ?(–) ∞ ? (-)                           | ? (–) ∞ ? (-)                  | ? (–) ∞ ? (-)                  | ?(–) ∞ ? (-)                   | ?(–) ∞ ? (-)                   |
| Grootouders                | Childebert II (570-596) ∞ Faileuba (-)     | Childebert II (570-596) ∞ Faileuba (-)     | Childebert II (570-596) ∞ Faileuba (-) | Childebert II (570-596) ∞ Faileuba (-) | ?(–) ∞ ? (-)                   | ?(–) ∞ ? (-)                   | ?(–) ∞ ? (-)                   | ?(–) ∞ ? (-)                   |
| Ouders                     | Theuderik II (587-613) ∞ ? (-)             | Theuderik II (587-613) ∞ ? (-)             | Theuderik II (587-613) ∞ ? (-)         | Theuderik II (587-613) ∞ ? (-)         | Theuderik II (587-613) ∞ ? (-) | Theuderik II (587-613) ∞ ? (-) | Theuderik II (587-613) ∞ ? (-) | Theuderik II (587-613) ∞ ? (-) |
| Sigebert II (587-613)      |                                            |                                            |                                        |                                        |                                |                                |                                |                                |